# یابووننا (شهرستان لشنو)
یابووننا (به لاتین: Jabłonna) یک روستا در لهستان است که در گمینا رزنا واقع شده‌است.